# Kilián Ignác Dientzenhofer
Kilián Ignác Dientzenhofer (1. září 1689 Praha – 18. prosince 1751 Praha) byl český architekt a stavitel německého původu, představitel vrcholného baroka, druhý z vlastních synů stavitele Kryštofa Dientzenhofera. Patří mezi nejvýznamnější představitele barokní architektury v Českých zemích. O jeho služby usilovala česká i moravská šlechta, bohatí měšťané a především duchovenstvo. Za svého života postavil mnoho staveb jak v Praze, tak i mimo Prahu; seznam jeho známých prací jich obsahuje kolem 200. Desítky barokních kostelů, zámků a výstavných domů tak vtiskly české krajině její charakteristickou tvář.

## Život
Navštěvoval jezuitské gymnázium na Malé Straně a po jeho ukončení snad krátce studoval na pražské univerzitě filozofii a matematiku. U svého otce se vyučil stavitelství a v roce 1708, tedy jako devatenáctiletý, odešel na zkušenou do ciziny. Do roku 1715 procestoval Německo, Francii a Itálii a všude se učil od mistrů stavitelů. Několik let působil ve Vídni v ateliéru významného rakouského architekta Johanna Lukase von Hildebranta. Byl však ovlivněn také Francescem Borrominim a rovněž stavitelem Janem Blažejem Santinim-Aichlem.

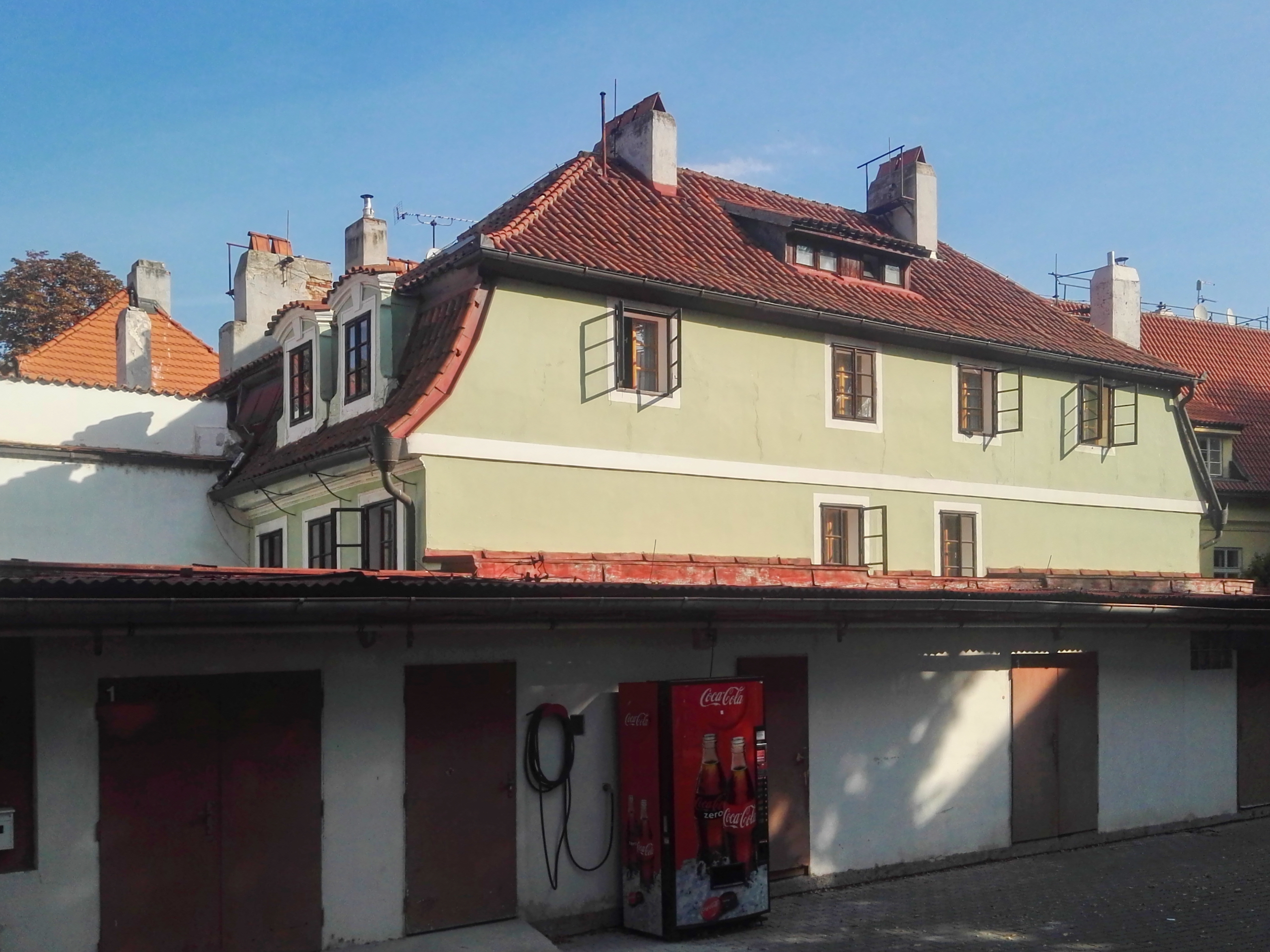
Rodný dům K. I. Dientzenhofera v Praze na Malé Straně (tzv. Aichbauerovský dům)

Od roku 1715 začal pracovat v rodinném podniku svého otce a po jeho smrti v roce 1722 jej převzal. Zprvu pokračoval v rozpracovaných zakázkách svého otce. Především to byla spolupráce s benediktiny v Břevnově, ale také v Broumově. Tam postavil mnoho barokních kostelů na klášterních panstvích. Byl nejen architektem-projektantem, ale i stavitelem s technickým talentem. V roce 1729 dokončil stavbu svého letního sídla na Smíchově. Reprezentační sál jeho letohrádku vyzdobil monumentální freskou malíř V. V. Reiner.
Jeho první samostatnou prací byl kostel sv. Jana Nepomuckého na Hradčanech, který realizoval v letech 1720–1728. V roce 1730 byl Dientzenhofer jmenován dvorním zednickým mistrem, od roku 1737 se stal vrchním fortifikačním stavitelem. Mezi jeho nejvýznamnější stavby patří kostel sv. Mikuláše na Staroměstském náměstí, který postavil během let 1732–1736, a především dostavba chrámu sv. Mikuláše na Malé Straně. Tuto monumentální stavbu s mohutnou kupolí a zvonicí stavěl v letech 1737–1751. Během dalších třiceti let navrhl, spolupracoval nebo realizoval okolo dvou set staveb. Pracoval převážně na zakázkách šlechty a církevních institucí, zejména řádu benediktinů, jezuitů a křižovníků s červenou hvězdou. Zvláštní skupinu tvoří stavby na objednávku Dvorského stavebního úřadu, jako byla Invalidovna a císařský špitál v Praze nebo patronátní kostely s jednoduchou dispozicí. V pozdní fázi své tvorby spolupracoval se svým zetěm Anselmem Luragem.
Zemřel ve věku 62 let 18. prosince 1751 a je pochován na Malostranském hřbitově v Praze.
Na jeho počest byly pojmenovány např. Dienzenhoferovy sady v Praze. V roce 2023 byla v Dientzenhoferově letohrádku Portheimka pod kurátorstvím Pavla Fabiniho uspořádána rozsáhlá výstava věnovaná životu a díle K. I. Dientzenhofera.

## Tvorba
Dientzenhoferova raná tvorba (1716–1724) je nevyhraněná, navazoval na práci svého otce. Z cest do ciziny si přinesl větší zdobnost a jemnost detailu, půdorysná řešení kostelů vykazují vliv Johanna Lucase Hildebrandta. Kostely realizované po roce 1724 jsou založeny na podélném půdorysu. Dynamická podélná centrála má charakter křivkovitě zdeformovaného oválu či osmiúhelníků, což se projevuje rozvlněnou konstrukcí stěn jak v exteriéru, tak interiéru stavby. Poměrně často využíval tradiční typ dvouvěžového, prohýbaného průčelí.
Vrcholným obdobím jeho tvorby jsou třicátá léta, kdy vytvořil svá nejvelkolepější díla. Patří sem monumentální stavba klášerního kostela sv. Mikuláše na Starém Městě, chrám sv. Máří Magdalény v Karlových Varech, kostel sv. Bartoloměje v Praze a dostavba chrámu sv. Mikuláše v Praze na Malé Straně.
Odlišnou polohu jeho tvorby představují jednoduché stavby kostelů tzv. broumovské skupiny nebo drobné venkovské kostely, na kterých se podílel z titulu své funkce dvorského stavitele.
V poslední dekádě svého života se přikláněl ke kompozičně jednodušším variantám. Jednolodní kostely měly obdélný půdorys se zaoblenými nárožími. Nejčastěji používal pouze dvě půdorysná schémata zahrnující centrálu blížící se půdorysu řeckého kříže a kostely podélného charakteru. Charakteristickým prvkem Dientzenhoferovy tvorby jsou kasulová okna, kterými do chrámového prostoru proniká intezivní světlo.

## Dílo

### V Praze
- Břevnovský klášter, konvent s prelaturou (kolem 1717) – K. I. Dientzenhofer navázal na práci svého otce stavbou presbytáře kostela sv. Markéty
- Nové Město, Karlov, Michnův letohrádek, později zvaný Vila Amerika (1717–20) – nese znaky soudobé francouzské architektury
- Nové Město, Vodičkova 35 – měšťanský dům U červeného pole (kolem 1720)[9]
- Hradčany, kostel sv. Jana Nepomuckého a klášter voršilek (1720–28) – první samostatné sakrální dílo K. I. Dientzenhofera v Praze
- Hradčany, Loreta, hlavní průčelí (1723; není znám autor plánů)
- Staré Město, Klementinum, Zrcadlová kaple (1724)
- Břevnovský klášter, rozšíření Vojtěšky (1724–26)
- Malá Strana, Tomášská ulice čp. 26, dům U Zlatého jelena (1725–26)
- Malá Strana, kostel sv. Tomáše, přestavba (1725–31)
- Nové Město, Na Slupi, kostel Panny Marie u alžbětinek (1725)
- Smíchov, vila později zvaná Portheimka, pro svou rodinu (1725)
- Malá Strana, dům U Dvou hrdliček, přestavba domu pro královského tesařského mistra Josefa Lefflera, kolem 1726
- Nové Město, kostel svatého Jana Nepomuckého na Skalce (1730–39)
- Nové Město, kostel sv. Karla Boromejského – dnes pravoslavný chrám sv. Cyrila a Metoděje (1730–40)
- Staré Město, kostel svatého Bartoloměje (do 1731)
- Karlín, Invalidovna – jeho nejrozsáhlejší světská stavba (1731–37) – realizována byla jen část projektu celého areálu[5]
- Staré Město, kostel sv. Mikuláše s benediktinským klášterem (1732–35)
- Malá Strana, kostel sv. Mikuláše, dostavba, zejména kněžiště a velkolepá kupole. Šlo o jednu z nejdůležitějších jezuitských zakázek. Před tím na kostele pracoval snad jeho otec Kryštof (1737–51)
- Nové Město, kostel sv. Kateřiny, přestavba (1737–1741)
- Nové Město, Příkopy, Piccolominiho palác, později palác Sylva-Taroucca – byl jednou z posledních jeho staveb, jediná palácová stavba, kterou navrhoval (1743–51)

### Mimo Prahu
- Plánice na Klatovsku, část Nicov, poutní kostel Narození Panny Marie (1721)
- Olomouc, jezuitská kolej na Nám. Republiky, jižní trakt a fasáda (1720–22)
- Plasy, cisterciácké opatství Nanebevzetí Panny Marie, dokončení budovy konventu po smrti Jana Blažeje Santiniho (po 1723)
- Heřmánkovice, kostel Všech svatých na půdorysu protáhlého osmiúhelníku (1722–26)
- Počaply u Terezína, kostel sv. Vojtěcha (do 1726)
- Otovice na Náchodsku, kostel sv. Barbory (1725–26)
- Bezděkov nad Metují, kostel sv. Prokopa (1724–27)
- Vižňov, kostel sv. Anny (1725–27)
- Šonov, kostel sv. Markéty (1726–30)
- Broumov, kostel sv. Václava (1727–29)
- Karlovy Vary, kostel sv. Máří Magdaleny (1729–30)
- Polsko, Okres Lehnice, Lehnické Pole (pruský Wahlstatt), kostel sv. Hedviky a klášter pro benediktinské opatství (1727–31)
- Kladruby u Stříbra, kladrubský klášter, dokončení budov po smrti Jana Santiniho-Aichela (do 1732)
- Broumov, prelatura a konvent benediktinského kláštera (1726–33)
- Křinice u Náchoda, nedaleká kaple Panny Marie na Hvězdě (1732–33)
- Opařany, kostel sv. Františka Xaverského (1732–35)
- Odolena Voda, kostel sv. Klimenta (1733–35)
- Dobrá Voda, kostel Panny Marie Bolestné (1733–35)
- Vysoké Chvojno, kostel svatého Gotharda (1755–35) – K. I. Dientzenhofer upravil původní projekt Tomáše Haffeneckra a stavbu dokončil
- Kutná Hora, klášter voršilek (1735) – částečně realizovaný projekt
- Březno, kostel sv. Petra a Pavla (po 1737)
- Božanov, kostel sv. Máří Magdaleny (1733–38)
- Nepomuk, kostel sv. Jana Nepomuckého (1734–38)
- Stará Boleslav, kaple blahoslaveného Podivena (1738)
- Holice, kostel svatého Martina (1736–39) – K. I. Dientzenhofer upravil původní projekt Tomáše Haffeneckra a stavbu realizoval
- Kladenský zámek, návrh přestavby na rezidenci břevnovských a broumovských benediktinů (1739–40)
- Kladno, Mariánské sousoší, společně se sochařem K. J. Hiernlem (realizace 1739–41)
- Přeštice, stavba děkanství a návrh kostela Nanebevzetí Panny Marie (po 1745)
- Hrdly, zámek (1746–1747)
- Sázavský klášter, práce pro benediktiny (po 1747)
- Hořice, kostel Narození Panny Marie (1741–48)
- Stará Boleslav, kostel Nanebevzetí Panny Marie, západní průčelí (1736) a jižní věž (1748–49)
- Paštiky u Blatné, kostel sv. Jana Křtitele (1748–49)
- Dolní Ročov, klášterní kostel a konvent (1746–50)
- Zápy, kostel svatého Jakuba Staršího (Zápy) (1750)
- Kladno, kaple svatého Floriána, s opatem Benno Löblem položil v roce 1751 základní kámen centrální kaple[10]
- Chválenice, kostel sv. Martina (1747–1752)
- Zlonice, fara (plány 1747, realizace 1750–1753)
- Červený Kostelec, kostel sv. Jakuba Většího – redukovaný oproti plánům (1744–54)

## Galerie

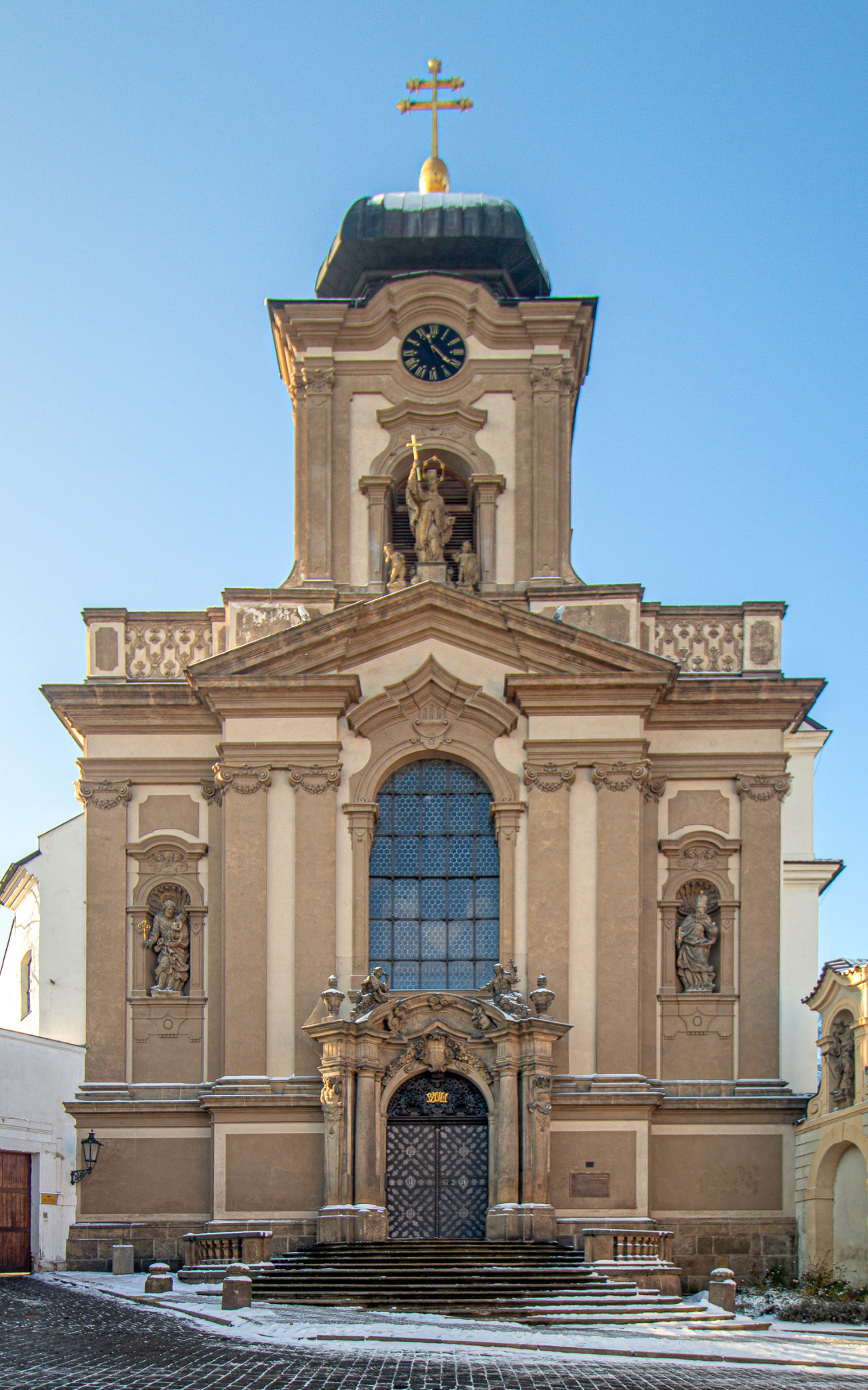
Kostel sv. Jana Nepomuckého na pražských Hradčanech
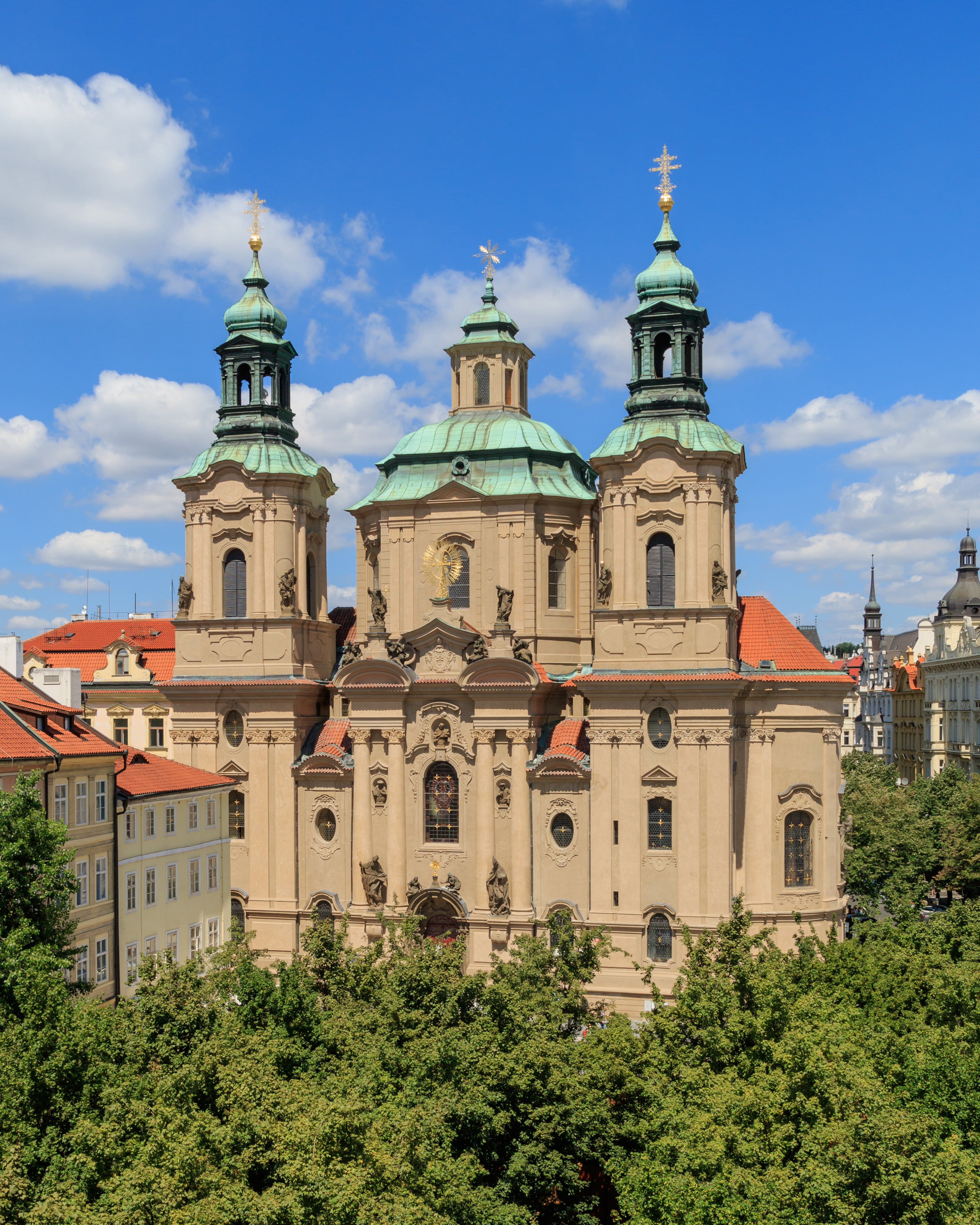
Kostel sv. Mikuláše na Staroměstském náměstí
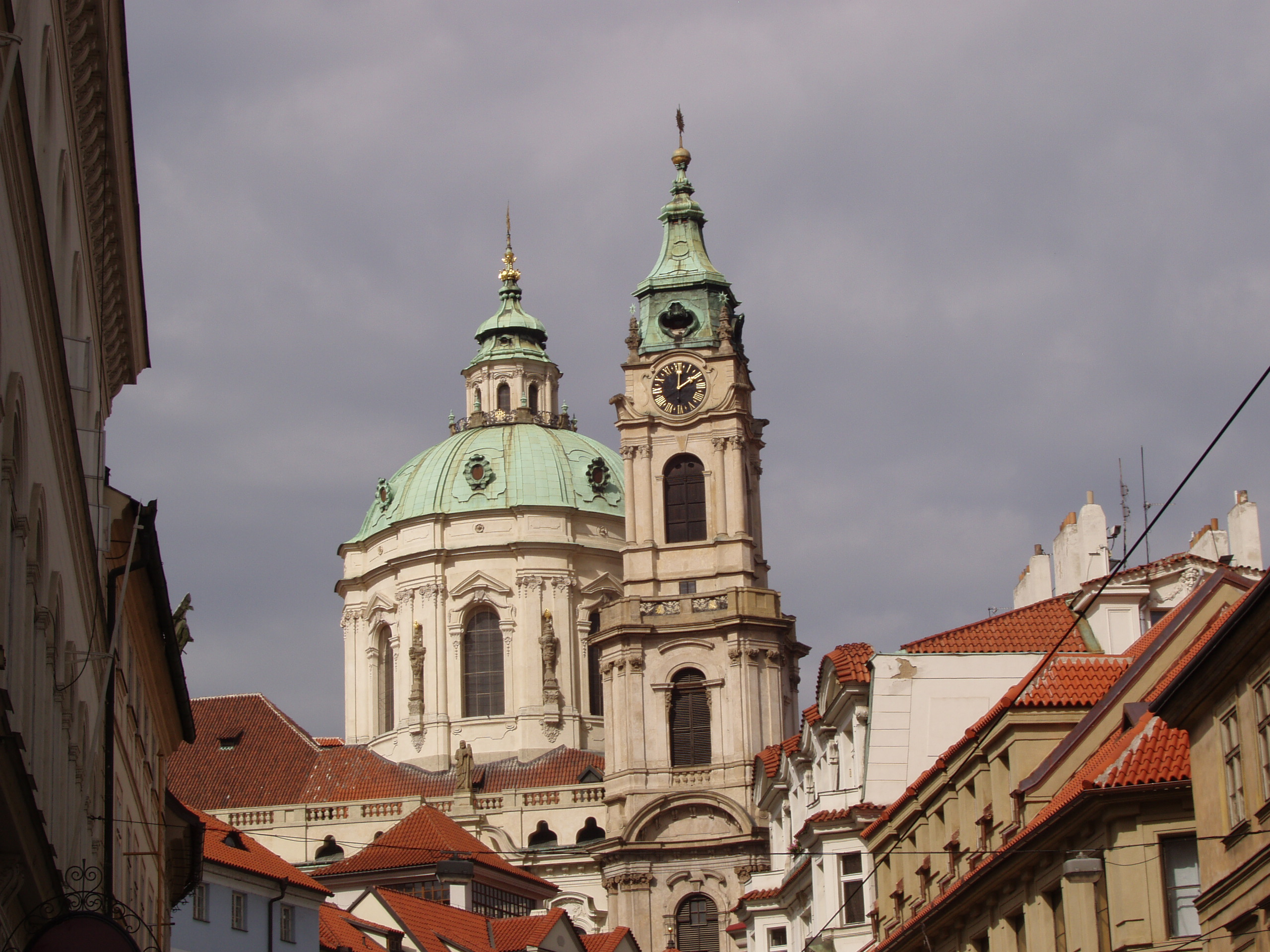
kostel sv. Mikuláše na Malé Straně: kupole
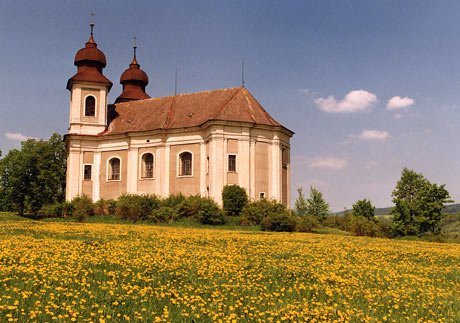
Kostel sv. Markéty v Šonově
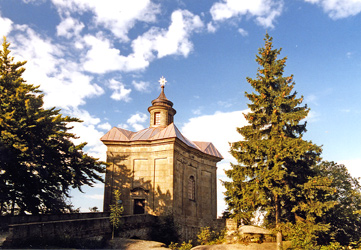
Kaple Panny Marie na Hvězdě u Křinic v Broumovských stěnách
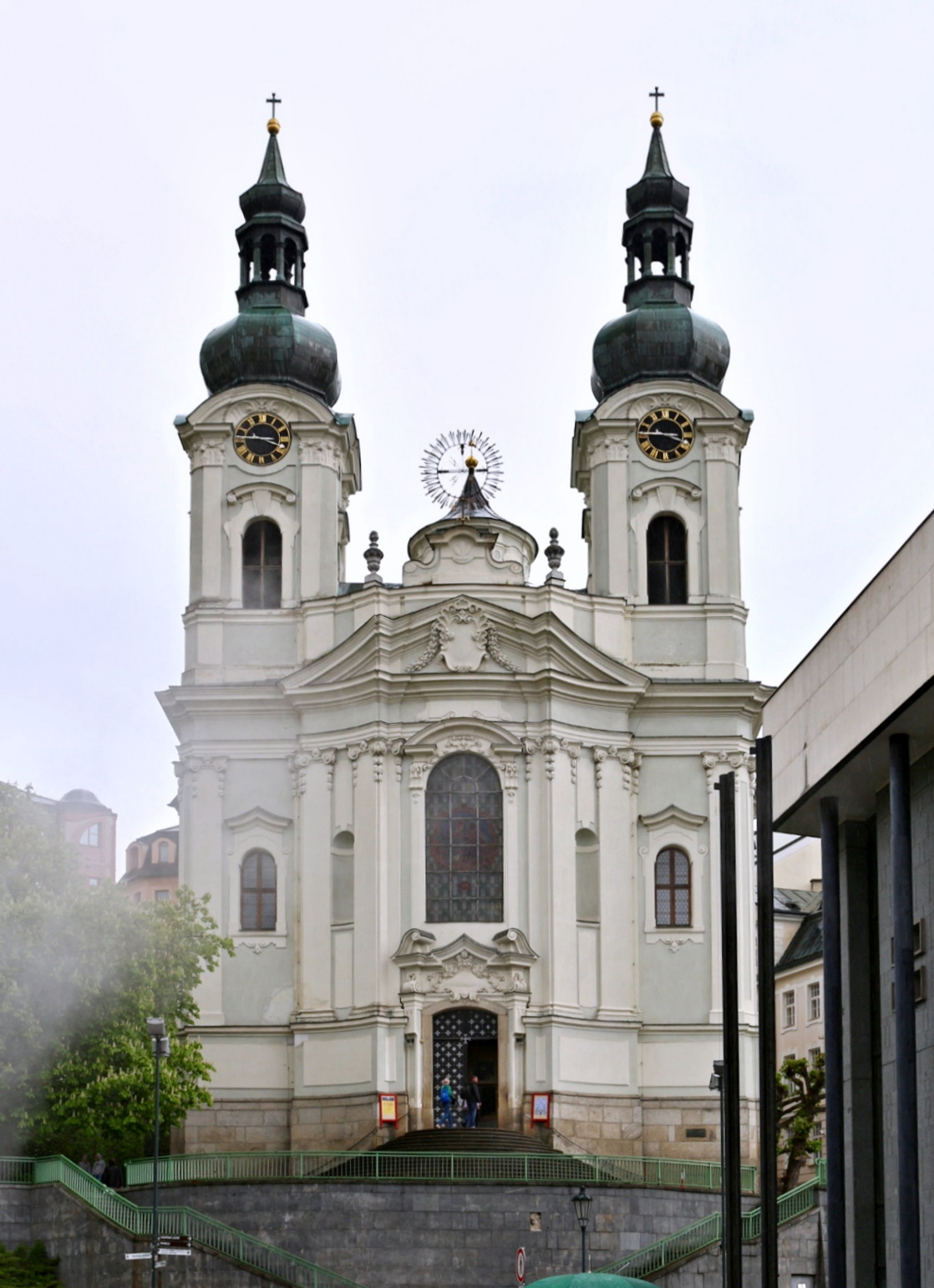
Kostel sv. Máří Magdaleny v Karlových Varech
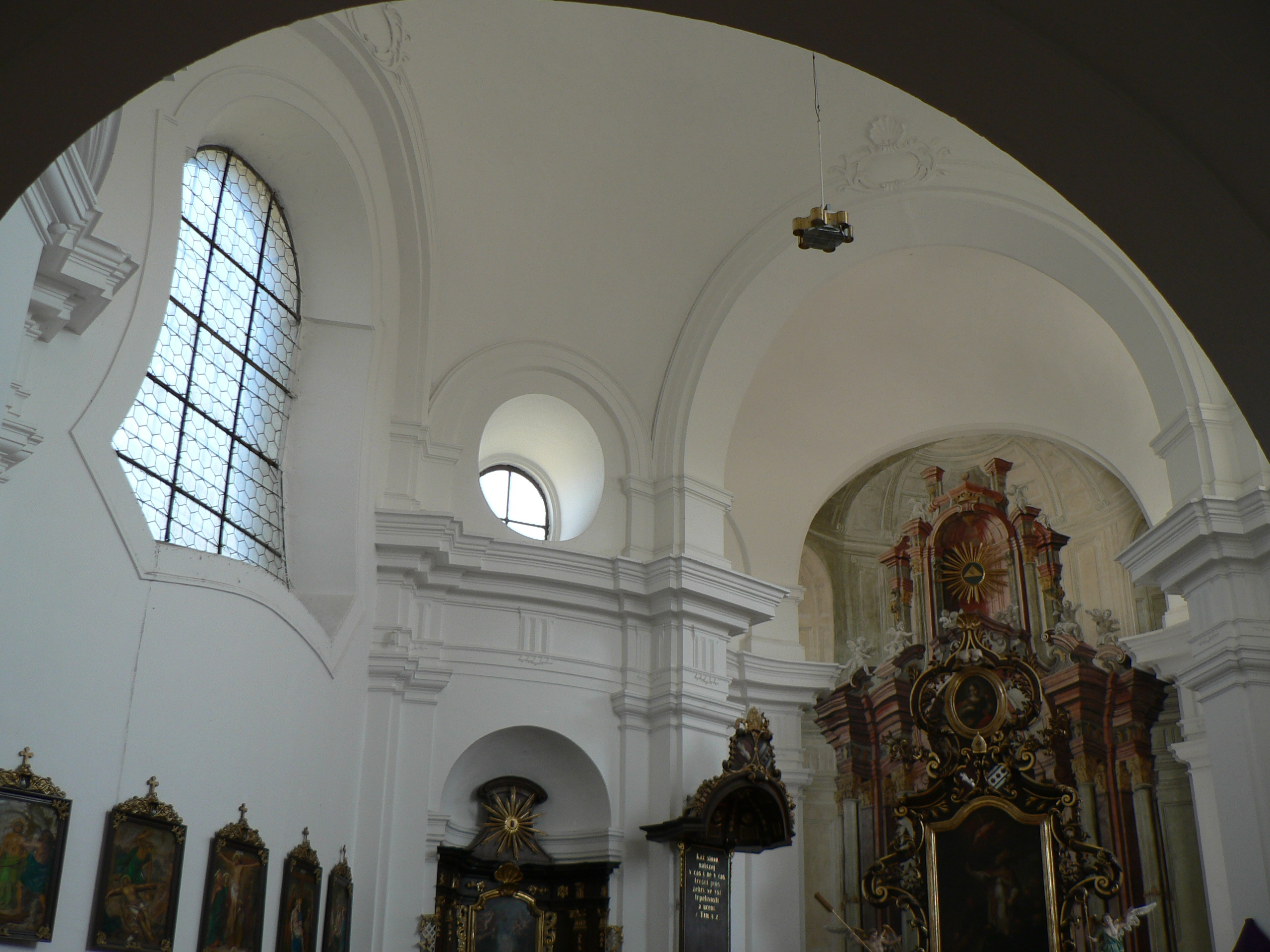
Interiér kostela sv. Vojtěcha v Počaplech
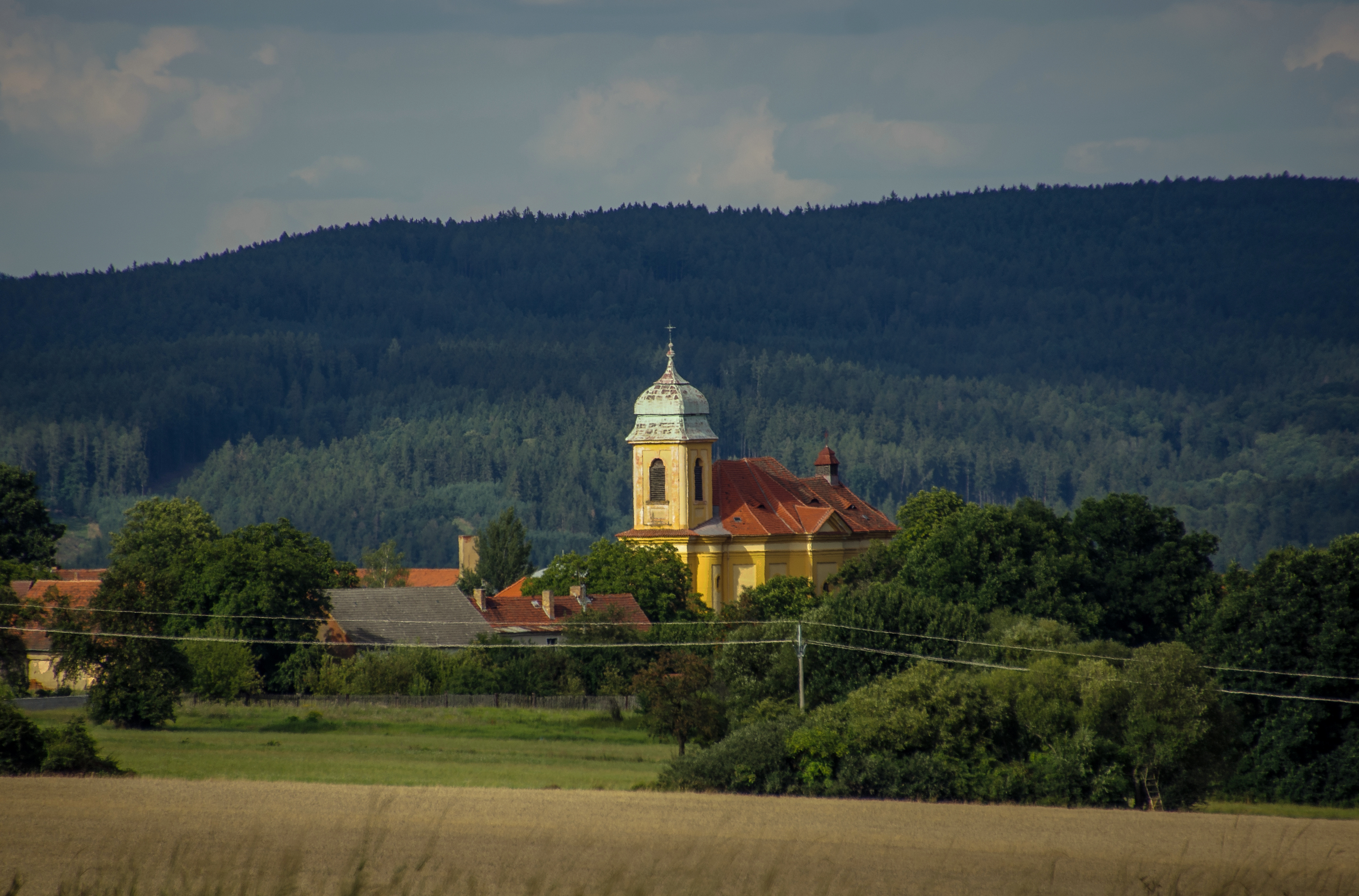
Kostel sv. Martina ve Chválenicích

## Rodina
Kilián Ignác Dientzenhofer se 2. února 1719 v kostele sv. Jiljí v Praze na Starém městě oženil s Annou Cecilii Popelovou. Ta v roce 1729 zemřela a Kilián Ignác se pak 1. listopadu 1729 oženil u sv. Mikuláše na Malé Straně podruhé s Annou Terezií Hendrychovou. Z jeho 18 dětí, o nichž lze nalézt záznamy v matrikách malostranského kostela sv. Mikuláše, se 14 dožilo dospělosti.
Dientzenhofera přežilo pět dětí z prvního manželství a osm z druhého manželství. Potomci z prvního manželství byli v době jeho smrti již dospělí. Synové byli členy řádu karmelitánů (Josef Michal * 1. listopadu 1720) a broumovských benediktinů (Karel Martin, * 11. listopadu 1726, který v roce 1744 přijal řeholní jméno Prokop), dcery už dávno vdané. Děti z druhého manželství žily ještě doma. Jeden ze synů Jan Gotfried vstoupil v roce 1750 ke kladrubským benediktinům s řádovým jménem Benno (24. února 1733 – 13. ledna 1807), po zrušení kladrubského kláštera přestoupil v roce 1784 do břevnovského kláštera; nejmladší Václav Josef (25. ledna 1750 – 25. srpna 1805) se stal jezuitou, po zrušení jezuitského řádu se věnoval právům a historii.
Ani jeden z jeho synů se nevydal v otcových šlépějích a zdá se, že si otec pro ně tuto životní dráhu nepřál – jak vypovídá korespondence syna Karla Martina.[zdroj?]